# Colle Santa Lucia
Colle Santa Lucia (ladinisch Col, deutsch veraltet Verseil) ist eine italienische Gemeinde mit 346 Einwohnern (Stand 31. Dezember 2023) in der Provinz Belluno, Region Venetien.
Die Gemeinde gehört zum dolomitenladinischen Gebiet. Mehr als 95 Prozent der Bevölkerung sind Ladiner und sprechen eine rätoromanische Sprache.

## Geographie
Die Streugemeinde liegt etwa 38 km nordwestlich von Belluno auf der orographisch rechten Seite des Val Fiorentina auf 1453 m s.l.m. an den Südhängen des Monte Pore (2405 m). Die Gemeinde ist von mehreren Dolomitengruppen umgeben, im Norden von der Nuvolaugruppe, im Osten von der Croda-da-Lago-Gruppe und dem Stock des Monte Pelmo, im Süden von der Civettagruppe und im Westen von der Marmolatagruppe.
Die Nachbargemeinden sind die ladinischen Gemeinden Cortina d’Ampezzo (lad. Anpezo, dt. Hayden), Livinallongo del Col di Lana (lad. Fodom, dt. Buchenstein) und die italienischen Gemeinden Alleghe, Rocca Pietore, San Vito di Cadore und Selva di Cadore.

## Verwaltungsgliederung
Colle Santa Lucia besteht aus insgesamt 21 Fraktionen, wobei kein einziger Ortsteil den Namen Colle Santa Lucia trägt. Der Gemeindesitz liegt in der Fraktion Villagrande.

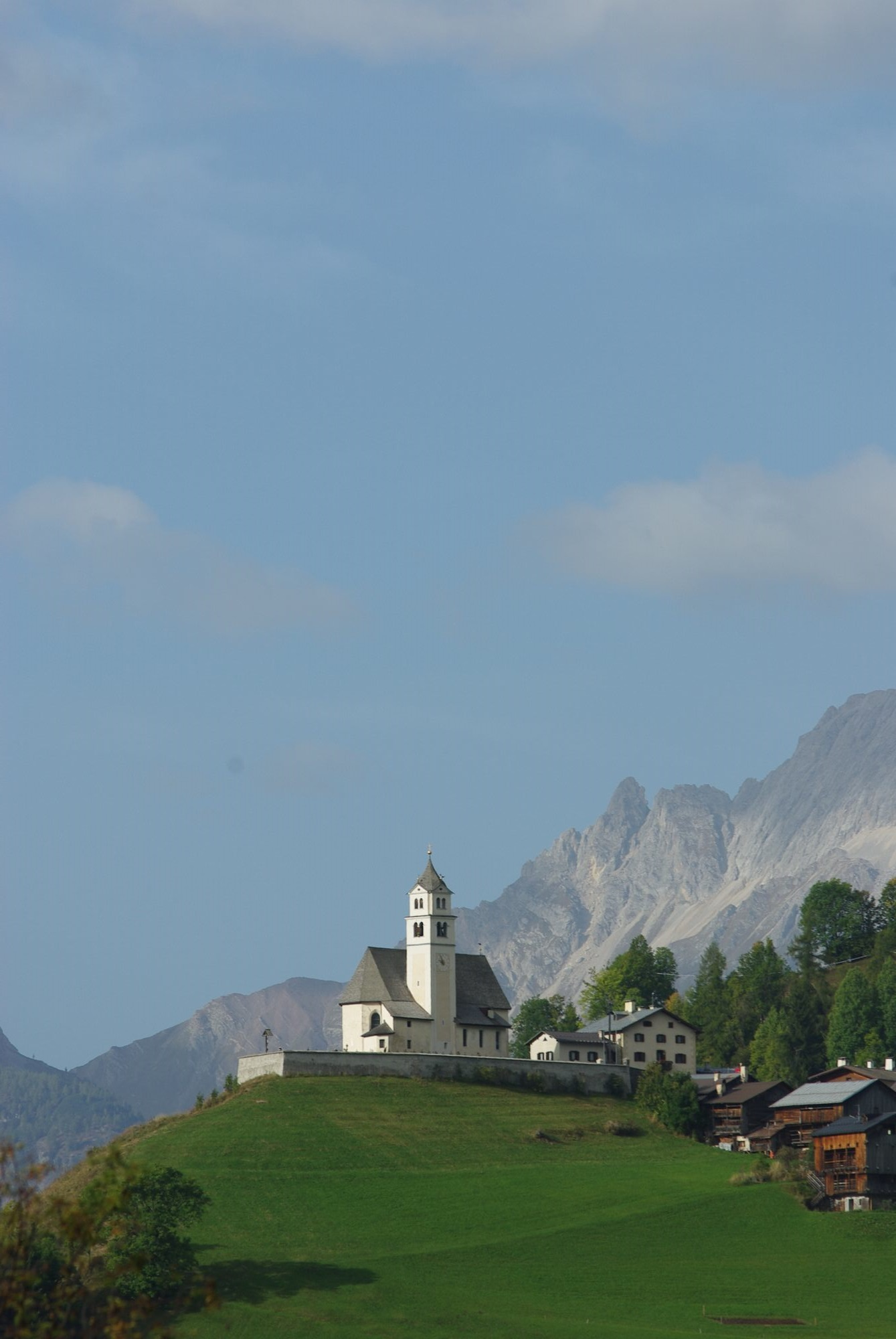
Colle Santa Lucia

## Geschichte
Die Gegend um Colle Santa Lucia wurde erstmals 1145 als Puchberg erwähnt und unterstand möglicherweise dem Fürstbischof von Brixen. 1177 wurde die Gegend dem Kloster Neustift bei Brixen unterstellt. Mit der weltlichen Herrschaft wurde der auf der nahen Burg Andraz ansässige Burgherr betraut. Im gleichen Jahr wurde die Eisenerzmine Wersil (ital. Miniera del Fursil) zu Füßen des Monte Pore erstmals erwähnt.
In der Folge kam es wegen der Ausbeutung der Mine immer wieder zu Streitigkeiten zwischen dem Fürstbischof und den Klosterherren in Neustift, so dass 1490 sogar Papst Innozenz III. als Schlichter einschreiten musste. Aber auch die Republik Venedig, die unmittelbar an das Gebiet von Colle Santa Lucia angrenzte, machte wegen der Minen immer wieder Ansprüche geltend. In der Mitte des 18. Jahrhunderts wurde der Abbau erstmals eingestellt.
Mit der Säkularisation und der Auflösung des Fürstbistums Brixen infolge des Reichsdeputationshauptschlusses fiel das Gebiet 1804 zum Kaisertum Österreich und es wurde erstmals ein Gemeindevorsteher eingesetzt. In den Wirren der napoleonischen Epoche gehörte die Gemeinde von 1806 bis 1810 zum Eisackkreis des Kurfürstentums Bayern, danach zum Königreich Italien, bevor sie 1814 Teil des österreichischen Kronlands Tirol wurde.
Nach dem Dritten italienischen Unabhängigkeitskrieg und dem Verlust Venetiens grenzte die Gemeinde seit 1866 unmittelbar an das Königreich Italien. Nach Ausbruch des Ersten Weltkrieges im August 1914 wurden die wehrfähigen Männer der Gemeinde zwischen 21 und 41 Jahren von der österreichisch-ungarischen Armee eingezogen und an die Ostfront geschickt. Mit der italienischen Kriegserklärung an Österreich-Ungarn am 23. Mai 1915 wurden auch die Männer zwischen 18 und 51 Jahren eingezogen und dem k.k. Landsturm und den Standschützen zugeteilt. Zugleich waren von den österreichischen Behörden, die offen mit Italien sympathisierenden Personen sowie solche, die man für italienfreundlich hielt, in das Internierungslager Katzenau gebracht worden.
Bereits zwei Tage nach Kriegsausbruch besetzten am 26. Mai italienische Truppen Colle Santa Lucia. Die österreichisch-ungarische Armee hatte sich zuvor auf leichter zu verteidigende Positionen zurückgezogen. Mit dem weiteren Vormarsch der Italiener durch das Buchensteiner Tal musste die hinter der Front liegende Gemeinde Kriegsflüchtlinge aufnehmen. Zugleich wurden einige näher an der Front liegende Ortsteile von den Italienern evakuiert und auf die anderen Ortsteile verteilt. Wie die österreichischen Behörden vertrauten die Italiener ihrerseits nicht blind der Bevölkerung und internierten 40 Einwohner, die man für österreichfreundlich hielt in italienischen Lagern, darunter den Bürgermeister, den Dorflehrer und den Dorfpfarrer. Des Weiteren wurde mit der Italianisierung der Bevölkerung begonnen. Eine der ersten Maßnahmen war die Anpassung des Schulunterrichts nach italienischen Schulplänen. Um ihren guten Willen zu zeigen und um für Sympathien zu werben, elektrifizierte die italienische Armee 1916 die Gemeinde. Nach der italienischen Niederlage in der 12. Isonzoschlacht bei Karfreit und dem damit verbundenen Rückzug der italienischen Truppen, wurde Colle Santa Lucia Anfang November 1917 von österreichisch-ungarischen Truppen besetzt. Nach der Unterzeichnung des Waffenstillstandes von Villa Giusti am 3. November 1918 kehrten die italienischen Truppen zurück.
Mit dem Inkrafttreten des Vertrages von Saint-Germain 1920 fiel Colle Santa Lucia auch formal zum Königreich Italien und wurde der Provinz Belluno eingegliedert. Die zwischen Hitler und Mussolini 1939 ausgehandelte Option, die auch die ladinischsprachige Bevölkerung von Colle Santa Lucia einschloss, fand nur geringe Zustimmung in der Gemeinde. Lediglich 20 %  der wahlberechtigten Bevölkerung stimmte für eine Übersiedlung in das Deutsche Reich.
1964 wurde die nach wie vor zur  Diözese Brixen gehörende Gemeinde dem Bistum Belluno-Feltre unterstellt, damit brach nach über 800 Jahren die letzte offizielle Verbindung zu Brixen ab. Sowohl nach dem Ersten Weltkrieg wie nach dem Zweiten Weltkrieg forderte die Bevölkerung den Verbleib bzw. die Rückkehr zu Tirol und Österreich. Am 27. und 28. Oktober 2007 stimmten bei einem nicht bindenden Referendum mehr als 90 Prozent der Bevölkerung für den Anschluss an die Autonome Provinz Bozen.

### Bevölkerungsentwicklung
| Jahr      | 1921 | 1931 | 1951 | 1961 | 1971 | 1981 | 1991 | 2001 | 2011 | 2021 |
| --------- | ---- | ---- | ---- | ---- | ---- | ---- | ---- | ---- | ---- | ---- |
| Einwohner | 745  | 719  | 677  | 623  | 603  | 556  | 480  | 418  | 391  | 355  |

Quelle: ISTAT

## Verkehr
Durch das Gemeindegebiet führen die Strada provinciale 251 zum Passo Staulanza sowie die Strada provinciale 20 zum Passo di Giau.

## Sehenswürdigkeiten
- Pfarrkirche Santa Lucia im Ortsteil Villagrande
- Palazzo Chizzali-Bonfadini (Cesa de Jan), Sitz des Istitut Cultural Ladin “Cesa de Jan”, dem ladinischen Kulturinstituts der Provinz Belluno. Ehemals Sitz der Minenverwaltung.
- Casa Piazza, historisches Gebäude im Ortskern von Villagrande